# 西瓦語
西瓦語(Siwa、)為埃及的一種柏柏爾語，大約有15,000人至30,000人使用在靠近利比亞邊界的西瓦及嘎拉綠洲地區。 比起大多數的柏柏爾語族來說、西瓦語受到埃及阿拉伯語相當大的影響。  西瓦語仍然是西瓦族的小孩的第一語言(母語)。

## 分類歸屬
民族語將西瓦語和利比亞東部及中部的奧吉拉–索克納語族同列為東柏柏爾語族。克斯曼(Kossmann 1999) 將西瓦語和索克納語和利比亞西部及突尼西亞的納夫西語方言叢集聯繫在一起，不過不是奧吉拉語。

## 外部連結
- World Atlas of Language Structures entry （页面存档备份，存于）

正在研究中的西瓦語：
- Christfried Naumann
- Lameen Souag （页面存档备份，存于）